# Tout est à vendre
Pour plus de détails, voir Fiche technique et Distribution.
Tout est à vendre (Wszystko na sprzedaż) est un film polonais réalisé par Andrzej Wajda, sorti en 1969.

## Synopsis
Un homme court sur le quai d'une gare pour essayer d'attraper un train en marche, manque le marchepied, trébuche et meurt écrasé sous les roues du wagon. C'est ainsi que commence la première séquence d'un film dont le tournage vient de débuter sous la direction du metteur en scène ‘Andrzej'. Mais l'acteur qui devait jouer cette scène est absent et a dû être doublé. 
À travers ce 'film dans le film', Andrzej Wajda rend clairement hommage à Zbigniew Cybulski, jeune premier tragiquement disparu quelques mois auparavant. Ce dernier, considéré par la jeunesse comme le James Dean polonais, fut l'un de ses acteurs fétiches dans ses premiers films : Une fille a parlé, Cendres et diamant, Les innocents charmeurs, sketch 'Varsovie' dans L'Amour à 20 ans. En effet, le 8 janvier 1967, Cybulski s'était tué à l'âge de 39 ans dans la gare de Wroclaw en tentant de monter en marche dans le train pour Varsovie.

## Fiche technique
- Titre original : Wszystko na sprzedaż
- Titre français : Tout est à vendre
- Réalisation : Andrzej Wajda
- Scénario : Andrzej Wajda
- Pays d'origine : Pologne
- Format : Couleurs - 35 mm - 1,66:1 - Mono
- Genre : drame
- Durée : 94 minutes
- Date de sortie : 1969

## Distribution
- Beata Tyszkiewicz : Beata
- Elzbieta Czyzewska : Elzbieta
- Andrzej Lapicki : Andrzej
- Daniel Olbrychski : Daniel
- Witold Holtz : Witek
- Bogumił Kobiela : Bobek
- Elzbieta Kepinska : l'actrice au théatre
- Irena Laskowska : la femme du forestier
- Tadeusz Kalinowski : le forestier
- Wieslaw Dymny : Wiesio
- Witold Dederko : la chauffeur de taxi